# Кёнигсплац (станция метро)
«Кёнигсплац» (нем. Königsplatz) — станция Мюнхенского метрополитена, расположенная на линии . Станция находится в районе Максфорштадт (нем. Maxvorstadt) недалеко от многочисленных музеев.

## История
Открыта 18 октября 1980 года и названа в честь площади наверху.  

## Архитектура и оформление
Стены станции украшены факсимиле известных произведений искусства, в центре платформы стоят копии предметов искусств, которые были добавлены только в 1990 году. Пол выложен серо-голубыми гранитными плитами, колонны облицованы большими коричневыми каменными плитами, а потолок с двумя световыми полосами покрыт алюминиевыми рейками.

## Пересадки
Проходят автобусы следующих линий: 58, 68, 100.